# Auto Union Type B
L'Auto Union Type B est l'une des « Flèches d'Argent » et la deuxième automobile de courses développée dans les années 1930 par la compagnie allemande Auto Union.

## Historique
Pour remplacer l'Auto Union Type A, Auto Union décide d'en corriger les défauts. Une cinquantaine de points sont améliorés, notamment de nouveaux tubes de 105 mm pour le châssis, un nouveau système de refroidissement et le remplacement du simple réservoir par deux réservoirs de 210 litres autorisant 320 km de course.
Doté de soupapes plus grandes et réalésé, le moteur est plus puissant, le taux de compression passant de 7:1 à 8,95:1.
La Type B remporte six victoires en 1936, trois en course de côte et trois en Grand Prix. L'une à la Coppa Acerbo avec Achille Varzi, l'autre en Italie aux mains de Hans Stuck et la dernière sur le Masaryk par Bernd Rosemeyer.

## Références

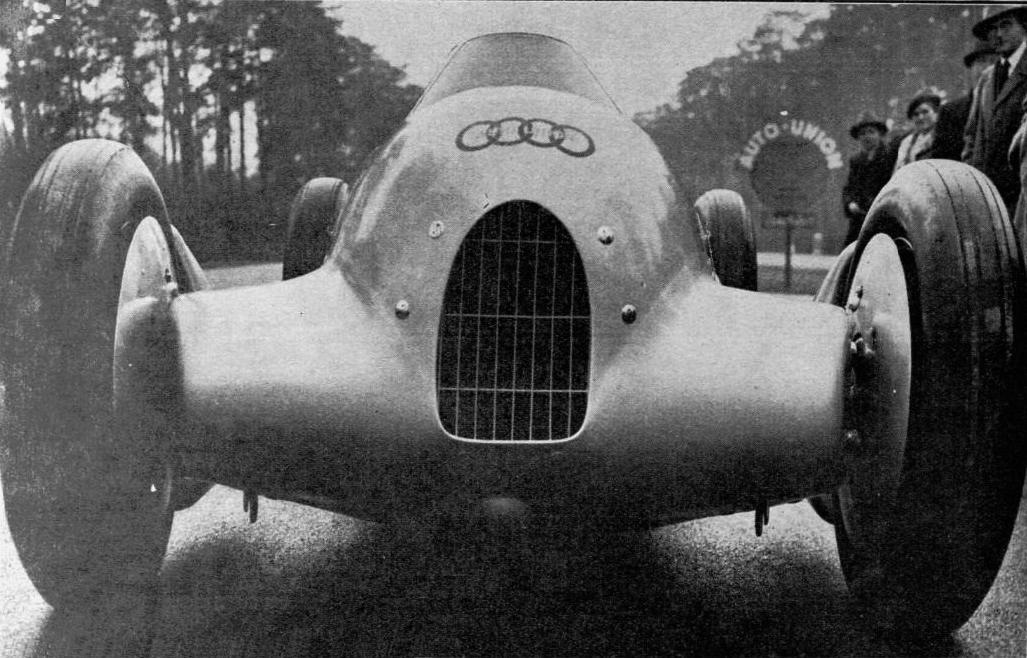
L'Auto-Union 1935 GP, de face (ou Auto Union Type B).